# Одного життя мало
«Одного життя мало» (інша назва: «Поема про бавовну») — радянський художній фільм 1974 року, знятий режисером Бенсіоном Кімягаровим на кіностудії «Таджикфільм».

## Сюжет
Багато років присвятив вирощуванню бавовни голова колгоспу Саттар Сафаров. Але настає новий час, а з ним і інше покоління бавовноводів. Серед них і син Сафарова, молодий учений Мурад, який виводить оригінальний сорт бавовни і бажаючий посіяти її на полях рідного колгоспу. Сафаров не наважується на експеримент. Мурад свариться з батьком, але потім усвідомлює, що той має рацію. Через деякий час у Мурада виникає ідея пошуків нових сортів за допомогою обчислювальної машини. Зі своїми друзями, учителем Ямщиковим і кібернетиком Тимуром, Мурад починає ставити перші досліди.

## У ролях
- Бімболат Ватаєв — Саттар
- Кадир Юлдашев — Мурад
- Вікторія Духіна — Віра
- Сайрам Ісаєва — Саїда
- Ігор Кваша — Ямщиков
- Махмуджан Вахідов — Сулейман
- Туган Режаметов — Тимур
- Фаррух Касимов — Умар
- Ато Мухамеджанов — Агзам
- Отар Коберідзе — Курбаші
- Гурміндж Завкібеков — Вахоб
- Мушаррафа Касимова — стара
- Абдусалом Рахімов — батько Саттара
- М. Айматов — Юсуф
- Акмурад Бяшимов — Хашим
- Зафар Джавадов — Азіз
- Саїдмурад Марданов — епізод
- Імомберди Мінгбаєв — епізод
- Махамадалі Мухамадієв — епізод
- Абдулхамід Нурматов — епізод
- Віктор Приз — боєць
- Бурхон Раджабов — епізод
- Усман Салімов — епізод
- Бахталі Сабзалієв — епізод
- Асал Саодатова — епізод
- Юрій Сосновський — епізод
- Георгій Строков — Півень
- Гіві Тохадзе — бай
- Махмуд Тахірі — постачальник
- Курбоналі Хамідов — епізод
- Мухаммад Халілов — епізод
- Соат Шаріпов — епізод
- Нозукмо Шомансурова — епізод
- Григорій Воробйов — учасник наради

## Знімальна група
- Режисер — Бенсіон Кімягаров
- Сценарист — Андрій Кончаловський
- Оператор — Давлатназар Худоназаров
- Композитор — Геннадій Александров
- Художники — Леонід Шпонько, Любов Оборіна